# تقسیم با قرعه
تقسیم با قرعه (sortition) یکی از روش‌های حکومت است که در آن مقامات سیاسی از طریق نمونه‌گیری تصادفی از میان مجموعه ای بزرگ از نامزدها انتخاب می‌شوند. منطق پشت این فرایند از این ایده سرچشمه می‌گیرد که «قدرت فسادآور است.» به همین دلیل آتنی‌های باستان، هنگام انتخاب افراد برای قدرت‌گیری سیاسی، به‌جای انتخابات از روش نمونه‌گیری تصادفی از میان جمعیت استفاده می‌کردند؛ بنابراین در دموکراسی آتن باستان، تقسیم با قرعه روش سنتی و اصلی برای انتصابات سیاسی بود و استفاده از آن به عنوان یکی از ویژگی‌های اصلی یک دموکراسی واقعی در نظر گرفته می‌شد.
امروزه sortition معمولاً برای انتخاب اعضای هیئت منصفه در سیستم‌های حقوقی مبتنی بر کامن لا استفاده می‌شود. همچنین گاهی نیز در تشکیل گروه‌های شهروندی با قدرت مشورتی (شهروندان داور یا شوراهای شهروندان) از تقسیم با قرعه استفاده می‌شود.

## تاریخچه

### در آتن باستان

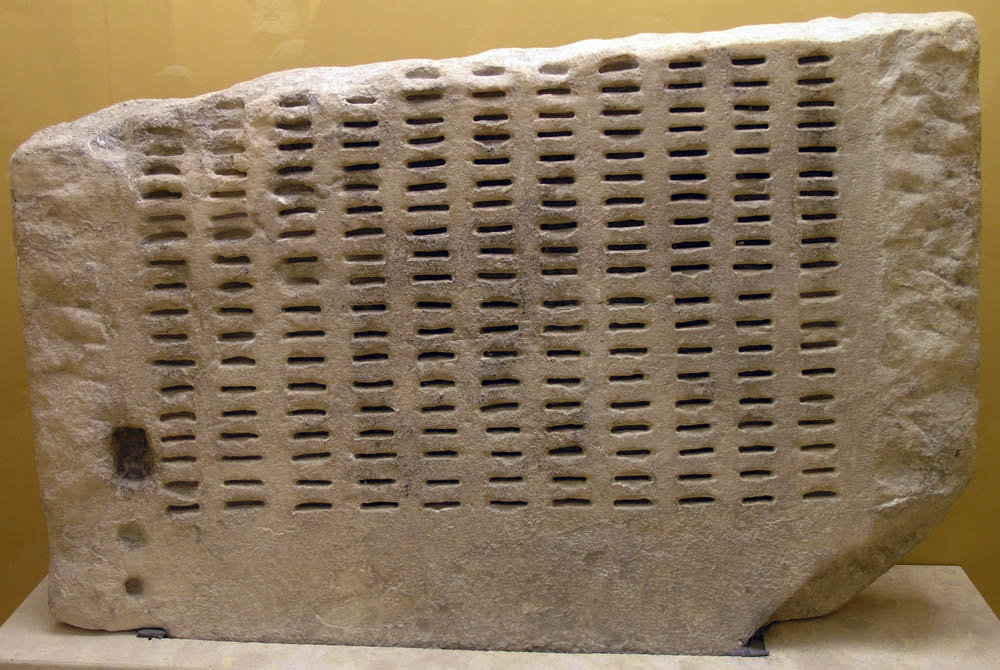
یک kleroterion در موزه آگورا باستان (آتن)

آتنی‌ها معتقد بودند sortition شیوه ای دموکراتیک است اما انتخابات نه و با استفاده از روش‌های پیچیده و دستگاه‌های مخصوص (مثل kleroteria) از تقلب جلوگیری می‌کردند. تقلب و فسادهایی همانند خریدن رأی در این روش وجود ندارند.

### سوئیس
به دلیل سود مالی که از طریق موقعیت «شهردار» بدست می‌آمد بعضی از بخش‌های سوئیس با استفاده از انتخاب تصادفی در طول سال‌های بین ۱۶۴۰ و ۱۸۳۷ از فساد جلوگیری می‌کردند.

### هند
دولت محلی در بخش‌های از تامیل نادو مانند روستای Uttiramerur به‌طور سنتی با استفاده از سیستمی با نام kuda-olai اعضای شورای روستا را انتخاب می‌کردند که در آن نام نامزدها را در برگ نخل نوشته و درون یک قابلمه قرار می‌دادند و اسامی توسط یک کودک بیرون کشیده می‌شود.

## مزایا و معایب

### مزایا
- نمایندگی مؤثر از منافع مردم
- تنوع شناختی
- انصاف و برابری
- دموکراتیک
- مبارزه با فساد
- توانمند سازی مردم عادی
- کاهش مشکلات عدم مشارکت رای‌دهندگان
- وفاداری به وجدان و نه به حزب سیاسی

### معایب
- انتخاب با قرعه تمایزی قائل نیست
- احتمال عدم تطابق نمایندگان
- رای‌گیری نشان دهنده مشروعیت
- فقدان بازخورد یا پاسخگویی